# Going to California
Originariamente intitolata "Guide To California", Going to California è la settima e penultima canzone contenuta dell'album Led Zeppelin IV, dato alle stampe nel 1971, caratterizzata da una malinconica musicalità folk, con la voce di Robert Plant accompagnata dalla chitarra acustica di Jimmy Page e dal mandolino di John Paul Jones.
Non sono pochi coloro che nella "ragazza con l'amore negli occhi e i fiori tra i capelli" cantata nel brano hanno voluto riconoscere la cantautrice Joni Mitchell, verso la quale sia Plant che Page nutrivano grandissima stima dal punto di vista tanto lirico quanto musicale, al punto di farne un vero e proprio riferimento artistico. Nelle esecuzioni dal vivo del brano, Plant scandiva spesso il nome "Joni" dopo il verso "To find a queen without a king, they say she plays guitar and cries and sings", che alcuni vogliono essere riferito al brano della Mitchell del 1967 dal titolo "I Had a King".